# Issam Jebali
Issam Jebali (Medjej El Beb, Túnez, 25 de diciembre de 1991) es un futbolista tunecino que juega de centrocampista en el Gamba Osaka de la J1 League.

## Clubes
| Club            | País           | Año       |
| --------------- | -------------- | --------- |
| Étoile du Sahel | Túnez          | 2009-2012 |
| ES Zarzis       | Túnez          | 2012-2013 |
| Étoile du Sahel | Túnez          | 2013-2014 |
| IFK Värnamo     | Suecia         | 2015-2016 |
| IF Elfsborg     | Suecia         | 2016-2018 |
| Rosenborg BK    | Noruega        | 2018-2019 |
| Al-Wehda Club   | Arabia Saudita | 2019      |
| Odense BK       | Dinamarca      | 2019-2023 |
| Gamba Osaka     | Japón          | 2023-     |